# Blasticorhinus otophora
Blasticorhinus otophora là một loài bướm đêm trong họ Noctuidae.